# Нормани
Нормани (норм. , фр. Normands, лат. Normanni) су били народ који је у 10. и 11. вијеку дао своје име Нормандији, регији у Француској. Потомци су Нордијаца, пљачкаша и гусара из Данске, Исланда и Норвешке који су, под својим вођом Ролом, заклели се на вјерност краљу Западне Франачке Карлу III. Кроз генерације асимилације и мијешања са локалним франачким и галороманским становништвом, њихови потомци ће постепено прихватити каролиншку културу Западне Франачке. Препознатљиви културни и етнички идентитет Нормана појави у првој половини 10. вијека и наставио да се развија у наредним вијековима.
Норманска династија је имала велики политички, културни и војни утицај на средњовјековну Европу, па чак и на Блиски исток. Постали су чувени по свом боричком духу и својој побожности. Усвојили су галоромански језик, а њихов дијалект познат као нормански или нормански француски, постаје важан књижевни језик. Војводство Нормандија, које је настало споразумом са француском круном, било је велики феуд средњовјековне Француске. Ричардом I уводи феудализам у Нормандију или га знатно проширује. Нормани су остали запажени и због своје културе, која се одликује јединственом романском архитектуром и музичком традицијом, као и због војних достигнућа и иновација. Руђер II, нормански авантуриста, основао је Краљевство Сицилија након освајања јужне Италије од Сарацена и Византијаца, а експедиција у име војводе Вилијама I довела је до освајања Енглеске у бици код Хејстингса 1066. године. Нормански културни и војни утицај се ширио од ових нових европских средишта до крсташких држава на Блиском истоку, гдје је принц Боемунд I основао Кнежевину Антиохију, до Шкотске и Велса на острву Велика Британија, до Ирске, као и до обала сјеверне Африке и Канарских острва.
Насљеђе Нормана опстаје и до данас кроз регионалне језике и дијалекте Француске, Енглеске и Сицилије, као и кроз различиту културу, правосудна и политичка уређења која су увели у освојеним територијама и која су дуго опстала као супротност онима која су развијена у континенталним областима Европе.

## Порекло
Нормани (лат. Northmanni, реч германског порекла са значењем: људи са севера; име које се у раном средњем веку користило за припаднике свих германских скандинавских народа), германски народ насељен у раном средњем веку у Скандинавији и на Јиланду, где је од VIII до IX века поступно обликовао своје државе: Шведску, Норвешку и Данску.
Историографија у време док пљачкају и пустоше их назива Викинзима (у западној Европи) и Варјазима (у источној Европи), а када се насељавају Норманима. Војни и пљачкашки походи Нормана праћени су њиховом колонизацијом на Британским острвима (подручје тзв. Данског закона, остртва Шетланд, Оркни, Хебриди, острво Ман, Кејтнес и Сатерленд у Шкотској, Дублин), Исланду и Гренланду.